# ぐるぐる渦巻きの名探偵
『ぐるぐる渦巻きの名探偵』（ぐるぐるうずまきのめいたんてい）は、上田志岐による日本のライトノベル。イラストは煉瓦が担当。富士見ミステリー文庫（富士見書房）より2003年1月から同年8月まで刊行された。第2回富士見ヤングミステリー大賞竹河聖賞作品。

## ストーリー
ぐるぐる渦巻きの中心では、全ての謎が謎でなくなり、そこにはどんな難事件でも解決できる名探偵が住んでいる。

## 登場人物
カタリ屋
螺旋状の一本道の奥にそびえる古びた洋館の主人。銀髪で真っ白い肌の人間で男性だと思われるが正式な性別は定かでない。普段は読書し猫と暮らしている。 当人いわく、事件事象を言葉で解説する「カタリ屋」なのであって探偵とは異なる。
加奈子
ある日渦巻きの中心に辿りついた女子高生。暴力的な面があり榎本とは喧嘩しがち。ポニーテールヘアの元陸上部員。
榎本
渦巻きの中心に辿りつけるひねくれ者の刑事。必然的にカタリ屋の傍観者にさせられるのを良しとは思っていない。
名無しの『彼女』
カタリ屋の元・友人。存在した証を残して自らこの世から生を絶った。

## 用語
世界の中心
螺旋回廊の中心。カタリ屋の拠点。
逆しま塔
第2巻の舞台で地下深くから地上へ聳え立つ塔。
葉澄学園高等部
皆月加奈子の通う学校。

## 既刊一覧
- 上田志岐（著） / 煉瓦（イラスト）、富士見書房〈富士見ミステリー文庫〉、全3巻
  - 『ぐるぐる渦巻きの名探偵』2003年1月20日発売[2]、ISBN 4-8291-6192-2
  - 『ぐるぐる渦巻きの名探偵2 逆しまの塔とメイ探偵』2003年4月10日発売[3]、ISBN 4-8291-6200-7
  - 『ぐるぐる渦巻きの名探偵3 カレイドスコープ・エスケープ』2003年8月9日発売[4]、ISBN 4-8291-6221-X

## 文庫未収録短編
- 『ぐるぐる渦巻きの名探偵 ミステリーなお茶会を』 月刊ドラゴンマガジン2003年3月号
- 『ぐるぐる渦巻きの名探偵 手錠の二人と黒い鍵』 ファンタジアバトルロイヤル2003年春号
- 『ぐるぐる渦巻きの名探偵 楽しい夏休み』 ファンタジアバトルロイヤル2003年夏号
- 『ぐるぐる渦巻きの名探偵 ドロボウ猫と十五のいちご』 ファンタジアバトルロイヤル2003年秋号
- 『ぐるぐる渦巻きの名探偵 気まぐれネコと緑のゆりかご』 ファンタジアバトルロイヤル2004年冬号